# Pseudeusemia lemnia
Pseudeusemia lemnia là một loài bướm đêm trong họ Geometridae.